# Seleniuro di rame indio e gallio
Il copper indium gallium (di)selenide (CIGS), ossia (di)seleniuro di rame indio gallio (Numero CAS: 12018-95-0), è  un materiale semiconduttore del I-III-VI2, composto di rame, indio, gallio e selenio. Il materiale a temperatura ambiente si presenta come una soluzione solida di di-seleniuro di rame e indio (spesso abbreviata "CIS") e di diseleniuro di rame e gallio, con una formula chimica bruta di CuInxGa(1-x)Se2, dove il valore di "x" può variare da 1 (seleniuro di rame-indio puro) fino a 0 (seleniuro puro di rame-gallio).
Il CIGS consiste in un semiconduttore, con la struttura del cristallo di calcopirite con legami chimici a tetraedro, ed una banda proibita che varia continuamente con x da circa 1,0 eV (per il seleniuro di rame-indio) fino a circa 1,7 eV (per il seleniuro di rame-gallio).
Il CIGS viene utilizzato come materiale adsorbente della luce nelle celle solari a film sottile. Al 2022, hanno raggiunto un'efficienza energetica del 21.4%.

## Struttura
Come già detto, il CIGS è un semiconduttore con legami chimici a tetraedro e la struttura del cristallo di calcopirite. Quando viene riscaldato assume la forma cristallina della zincoblenda e la temperatura di transizione scende da 1.045 °C per x=0 a 805 °C per x=1.
L'Istituto dei materiali per l'elettronica e il magnetismo (IMEM-CNR) di Parma ha messo a punto (ottobre 2012) una nuova tecnica per produrre celle solari di CIGS a basso costo, abbassando la temperatura di deposizione dei film da 400 °C a 270 °C, grazie ad una tecnica denominata Pulsed Electron Deposition (PED) che utilizza delle scariche elettriche controllate per vaporizzare istantaneamente il CIGS dalla superficie di un lingotto e trasferirlo sul substrato della cella solare [3].